# Lijst van gemeenten in het departement Maine-et-Loire
Hieronder volgt een lijst van de 354 gemeenten (communes) in het Franse departement Maine-et-Loire (departement 49).

## A
Les Alleuds
- Allonnes
- Ambillou-Château
- Andard
- Andigné
- Andrezé
- Angers
- Angrie
- Antoigné
- Armaillé
- Artannes-sur-Thouet
- Aubigné-sur-Layon
- Auverse
- Aviré
- Avrillé

## B
Baracé
- Baugé-en-Anjou
- Bauné
- Beaucouzé
- Beaufort-en-Vallée
- Beaulieu-sur-Layon
- Beaupréau
- Beausse
- Beauvau
- Bécon-les-Granits
- Bégrolles-en-Mauges
- Béhuard
- Blaison-Gohier
- Blou
- Bocé
- La Bohalle
- La Boissière-sur-Èvre
- Botz-en-Mauges
- Bouchemaine
- Bouillé-Ménard
- Le Bourg-d'Iré
- Bourg-l'Évêque
- Bourgneuf-en-Mauges
- Bouzillé
- Brain-sur-Allonnes
- Brain-sur-l'Authion
- Breil
- La Breille-les-Pins
- Brézé
- Brigné
- Briollay
- Brion
- Brissac-Quincé
- Brissarthe
- Broc
- Brossay

## C
Candé
- Cantenay-Épinard
- Carbay
- Cernusson
- Les Cerqueux
- Les Cerqueux-sous-Passavant
- Chacé
- Challain-la-Potherie
- Chalonnes-sous-le-Lude
- Chalonnes-sur-Loire
- Chambellay
- Champigné
- Champ-sur-Layon
- Champteussé-sur-Baconne
- Champtocé-sur-Loire
- Champtoceaux
- Chanteloup-les-Bois
- Chanzeaux
- La Chapelle-du-Genêt
- La Chapelle-Hullin
- La Chapelle-Rousselin
- La Chapelle-Saint-Florent
- La Chapelle-Saint-Laud
- La Chapelle-sur-Oudon
- Charcé-Saint-Ellier-sur-Aubance
- Chartrené
- Châteauneuf-sur-Sarthe
- Châtelais
- Chaudefonds-sur-Layon
- Chaudron-en-Mauges
- Chaumont-d'Anjou
- La Chaussaire
- Chavagnes
- Chavaignes
- Chazé-Henry
- Chazé-sur-Argos
- Cheffes
- Chemellier
- Chemillé-Melay
- Chemiré-sur-Sarthe
- Chênehutte-Trèves-Cunault
- Chenillé-Changé
- Cherré
- Cheviré-le-Rouge
- Chigné
- Cholet
- Cizay-la-Madeleine
- Clefs-Val d'Anjou
- Cléré-sur-Layon
- Combrée
- Concourson-sur-Layon
- Contigné
- Corné
- Cornillé-les-Caves
- La Cornuaille
- Coron
- Corzé
- Cossé-d'Anjou
- Le Coudray-Macouard
- Courchamps
- Courléon
- Coutures
- Cuon

## D
La Daguenière
- Daumeray
- Denée
- Dénezé-sous-Doué
- Dénezé-sous-le-Lude
- Distré
- Doué-la-Fontaine
- Drain
- Durtal

## E
Échemiré
- Écouflant
- Écuillé
- Épieds
- Erdre-en-Anjou
- Étriché

## F
Faveraye-Mâchelles
- Faye-d'Anjou
- Feneu
- La Ferrière-de-Flée
- Le Fief-Sauvin
- Fontaine-Guérin
- Fontaine-Milon
- Fontevraud-l'Abbaye
- Forges
- La Fosse-de-Tigné
- Fougeré
- Freigné
- Le Fuilet

## G
Gée
- Gennes
- Genneteil
- Gesté
- Grézillé
- Grez-Neuville
- Grugé-l'Hôpital
- Le Guédeniau

## H
Les Hauts-d'Anjou
- L'Hôtellerie-de-Flée
- Huillé

## I
Ingrandes

## J
La Jaille-Yvon
- Jallais
- Jarzé
- La Jubaudière
- Juigné-sur-Loire
- La Jumellière
- Juvardeil

## L
La Lande-Chasles
- Landemont
- Lasse
- Lézigné
- Linières-Bouton
- Le Lion-d'Angers
- Liré
- Loiré
- Le Longeron
- Longué-Jumelles
- Louerre
- Louresse-Rochemenier
- Le Louroux-Béconnais
- Louvaines
- Lué-en-Baugeois
- Luigné

## M
Marans
- Marcé
- Marigné
- Le Marillais
- Martigné-Briand
- Maulévrier
- Le May-sur-Èvre
- Mazé
- Mazières-en-Mauges
- La Meignanne
- Meigné-le-Vicomte
- Meigné
- La Membrolle-sur-Longuenée
- La Ménitré
- Méon
- Le Mesnil-en-Vallée
- Miré
- Montfaucon-Montigné
- Montfort
- Montguillon
- Montigné-lès-Rairies
- Montilliers
- Montjean-sur-Loire
- Montreuil-Juigné
- Montreuil-Bellay
- Montreuil-sur-Loir
- Montreuil-sur-Maine
- Montrevault
- Montsoreau
- Morannes
- Mouliherne
- Mozé-sur-Louet
- Mûrs-Erigné

## N
Neuillé
- Neuvy-en-Mauges
- Noëllet
- Notre-Dame-d'Allençon
- Noyant
- Noyant-la-Gravoyère
- Noyant-la-Plaine
- Nuaillé
- Nueil-sur-Layon
- Nyoiseau

## P
Parçay-les-Pins
- Parnay
- Passavant-sur-Layon
- La Pellerine
- Pellouailles-les-Vignes
- Le Pin-en-Mauges
- La Plaine
- Le Plessis-Grammoire
- Le Plessis-Macé
- La Poitevinière
- La Pommeraye
- Les Ponts-de-Cé
- La Possonnière
- Pouancé
- La Prévière
- Pruillé
- Le Puiset-Doré
- Le Puy-Notre-Dame

## Q
Querré

## R
Rablay-sur-Layon
- Les Rairies
- La Renaudière
- Rochefort-sur-Loire
- La Romagne
- Les Rosiers-sur-Loire
- Rou-Marson
- Roussay

## S
Saint-André-de-la-Marche
- Saint-Aubin-de-Luigné
- Saint-Augustin-des-Bois
- Saint-Barthélemy-d'Anjou
- Sainte-Christine
- Saint-Christophe-du-Bois
- Saint-Christophe-la-Couperie
- Saint-Clément-de-la-Place
- Saint-Clément-des-Levées
- Saint-Crespin-sur-Moine
- Saint-Cyr-en-Bourg
- Saint-Florent-le-Vieil
- Sainte-Gemmes-d'Andigné
- Sainte-Gemmes-sur-Loire
- Saint-Georges-des-Sept-Voies
- Saint-Georges-du-Bois
- Saint-Georges-des-Gardes
- Saint-Georges-sur-Layon
- Saint-Georges-sur-Loire
- Saint-Germain-des-Prés
- Saint-Germain-sur-Moine
- Saint-Jean-de-la-Croix
- Saint-Jean-de-Linières
- Saint-Jean-des-Mauvrets
- Saint-Just-sur-Dive
- Saint-Lambert-du-Lattay
- Saint-Lambert-la-Potherie
- Saint-Laurent-de-la-Plaine
- Saint-Laurent-des-Autels
- Saint-Laurent-du-Mottay
- Saint-Léger-des-Bois
- Saint-Léger-sous-Cholet
- Saint-Lézin
- Saint-Macaire-en-Mauges
- Saint-Macaire-du-Bois
- Saint-Martin-de-la-Place
- Saint-Martin-du-Bois
- Saint-Martin-du-Fouilloux
- Saint-Mathurin-sur-Loire
- Saint-Melaine-sur-Aubance
- Saint-Michel-et-Chanveaux
- Saint-Paul-du-Bois
- Saint-Philbert-du-Peuple
- Saint-Philbert-en-Mauges
- Saint-Pierre-Montlimart
- Saint-Quentin-en-Mauges
- Saint-Quentin-lès-Beaurepaire
- Saint-Rémy-en-Mauges
- Saint-Rémy-la-Varenne
- Saint-Saturnin-sur-Loire
- Saint-Sauveur-de-Flée
- Saint-Sauveur-de-Landemont
- Saint-Sigismond
- Saint-Sulpice
- Saint-Sylvain-d'Anjou
- La Salle-et-Chapelle-Aubry
- La Salle-de-Vihiers
- Sarrigné
- Saulgé-l'Hôpital
- Saumur
- Savennières
- Sceaux-d'Anjou
- Segré
- La Séguinière
- Seiches-sur-le-Loir
- Sermaise
- Sœurdres
- Somloire
- Soucelles
- Soulaines-sur-Aubance
- Soulaire-et-Bourg
- Souzay-Champigny

## T
Tancoigné
- La Tessoualle
- Thorigné-d'Anjou
- Thouarcé
- Le Thoureil
- Tiercé
- Tigné
- Tillières
- Torfou
- La Tourlandry
- Toutlemonde
- Trélazé
- Le Tremblay
- Trémentines
- Trémont
- Turquant

## U
Les Ulmes

## V
Valanjou
- La Varenne
- Varennes-sur-Loire
- Varrains
- Vauchrétien
- Vaudelnay
- Les Verchers-sur-Layon
- Vergonnes
- Vernantes
- Vernoil-le-Fourrier
- Verrie
- Vezins
- Vihiers
- Villebernier
- Villedieu-la-Blouère
- Villemoisan
- Villevêque
- Vivy

## Y
Yzernay